# Skarpabborrtjärnen (Aspås socken, Jämtland)
Skarpabborrtjärnen är en sjö i Krokoms kommun i Jämtland och ingår i Indalsälvens huvudavrinningsområde.